# Кожанчиков, Дмитрий Ефимович
Дмитрий Ефимович Кожа́нчиков (1820 или 1821, Москва — 7 (19) декабря 1877, Санкт-Петербург) — русский книготорговец, книгоиздатель, санкт-петербургский купец 1-й гильдии.

## Биография
Родился в Москве в 1820 или 1821 году.
В 1840—1850-х годах осуществлял книжную торговлю и другую предпринимательскую деятельность в Москве и Киеве. В Санкт-Петербурге начал книжную торговлю в 1858 году. Также занимался книжной торговлей в Варшаве, Дерпте, Казани и Одессе.
В 1859 году первым изданием «Обломова» И. А. Гончарова начал издательскую деятельность. Издал «Записки» Жихарева (1859), «Князя Серебряного» (1863), сочинения Писемского, Гончарова, Буслаева, Костомарова, Островского, Тихонравова, С. В. Максимова, Г. В. Есипова, «Кобзаря» Шевченко.
В 1860-х годах вокруг его магазина группировались образованная публика и либеральная пресса. Кожанчиков поддерживал связи с участниками революционного подполья, в частности, в 1862 году сопровождал в Москву В. И. Кельсиева, сотрудника Вольной русской типографии, тайно прибывшего в Россию для налаживания доставки в страну изданий А. И. Герцена и для расширения связей с российскими подпольными организациями. Возможно, при магазине Кожанчикова в 1860-е годы существовал книжный склад тайного общества «Земля и воля». Привлекался в качестве свидетеля по ряду политических процессов, в частности по делу Н. А. Серно-Соловьевича.
В 1867—1870 году был издателем педагогического журнала «Учитель».
В 1860-х годах занялся изданием памятников староверческой литературы («История Выговской пустыни», «Житие протопопа Аввакума») и сочинений, относящихся ко времени до раскола («Описание раскольничьих сочинений» Александра Б., челобитной Савватия Тейши), чем и расстроил свои дела.
В 1863 году, в год смерти Т. Ф. Большакова, вышло в свет издание Д. Е. Кожанчикова «Стоглав», напечатанное по рукописи, найденной Большаковым.
В последние годы жизни, разорившись, был служащим в администрации фирмы «А. Черкесов и Ко», куда влились его магазин и издательство.
Умер 7 (19) декабря 1877 года. Похоронен на Волковском православном кладбище.